# Dirty Honey (Album)
Dirty Honey (englisch Dreckiger Honig) ist das erste Studioalbum der US-amerikanischen Classic-Rock-Band Dirty Honey. Das Album wurde am 23. April 2021 über das bandeigene Label Dirt Records veröffentlicht.

## Entstehung
Die Band schrieb die acht für das Album verwendeten Lieder während ihrer Tourneen zur 2019 veröffentlichten EP. Ursprünglich wollte die Band nach Australien fliegen, um das Album im Studio ihres Produzenten Nick DiDia aufzunehmen. Durch die COVID-19-Pandemie mussten die Pläne geändert werden. Das Album wurde schließlich in den Henson Studios in Los Angeles aufgenommen. Produzent Nick DiDia überwachte den Prozess von Australien aus und war durch das Programm Zoom zugeschaltet. Insgesamt verbrachte die Band eine Woche im Studio, davon wurden fünf Tage für die Aufnahmen verwendet.
Dirty Honey nahmen mehr als die acht für das Album verwendeten Lieder, die es auf eine Spielzeit von weniger als 30 Minuten bringen, aufgenommen. Laut der Band passten die weiteren Titel nicht zu denen, die auf dem Album veröffentlicht wurden. Das Album wurde auf dem bandeigenen Label Dirt Records veröffentlicht. Dirty Honey bekamen zwar Angebote verschiedener Plattenlabels, allerdings waren diese nicht lukrativ genug und die Band wollte soviel künstlerische Freiheiten haben wir nur möglich. Für die Lieder California Dreamin’, The Wire und Another Last Time wurden Musikvideos veröffentlicht. Am 20. Mai 2022 wurde das Album zusammen mit den Liedern des 2019 veröffentlichten EP Dirty Honey in Europa neu veröffentlicht.

## Hintergrund
Über den Albumtitel gab es viele Diskussionen. Zeitweise war auch Dirty Honey II im Gespräch, da die zwei Jahre zuvor veröffentlichte EP bereits nach der Band benannt wurde. Viele in der Produktion involvierte Personen warfen daraufhin ein, dass dies sein Sakrileg wäre. Bassist Justin Smolian meinte, dass nur Led Zeppelin die römische Zahl II verwenden dürften. Nachdem die Musiker mehrere schlechte Vorschläge verwarfen entschied man sich, auch das erste Album nach der Band zu benennen. Gitarrist John Notto scherzte, dass die EP nun das „schwarze Album“ wäre, während das Album nun das „cremefarbene Album“ wäre.
California Dreamin’ bezieht sich auf die harten Zeiten, die der aus Schenectady in Upstate New York stammende Sänger Marc LaBelle durchlebte, seitdem er nach Kalifornien gezogen ist. Laut LaBelle würden viele Menschen nach Kalifornien ziehen, um dort ihre Träume zu verwirklichen. Das Lied und das dazugehörige Musikvideo soll aufzeigen, dass diese Träume nicht immer wahr werden und dass Kalifornien nicht immer „das Land ist, wo Milch und Honig fließen“. Das Video ist ein Traum von Kalifornien, dass laut LaBelle „das Gute, das Schlechte und das Hässliche zeigt“.
Das abschließende Lied Another Last Time handelt von einer toxischen Beziehung, aus der man nicht hinauskommt und in die man immer wieder zurückkehrt. Laut Marc LaBelle wäre es auch ein Lied über alle möglichen Abhängigkeiten und Zwänge wie Drogen, Geld oder Gefahr.

## Rezeption

### Rezensionen
Jonathan Smith vom Onlinemagazin Sonic Perspectives schrieb, dass Pessimisten auf der ganzen Welt weiter aus voller Lunge ausrufen werden, dass Rockmusik tot sei. Dirty Honey würden das Gegenteil beweisen. Die Band würde eine strahlende Zukunft haben und eine Renaissance für einen Musikstil anführen, der schon bessere Tage gesehen hat. Kathrin Löffler vom deutschen Onlinemagazin Morecore bezeichnete Dirty Honey zwar als solides Album. Allerdings kritisierte sie, dass „Tiefe und Vielschichtigkeit fehlen“ und das sich „Songstrukturen und Dynamik der einzelnen Songs unverschämt oft wiederholen“.

### Bestenlisten
| Publikation | Liste                                                | Platz   |
| ----------- | ---------------------------------------------------- | ------- |
| Loudwire    | The 45 Best Rock + Metal Albums of 2021              | 30      |
| Loudwire    | The 16 Best + Metal Debut Albums of 2021             | J [ 9 ] |
| Loudwire    | The 35 Best Rock Songs of 2021 (California Dreamin’) | 8       |

## Tour

### Young Guns Tour
Vom 20. Februar bis zum 12. April 2022 spielten Dirty Honey zusammen mit Mammoth WVH, dem Soloprojekt von Wolfgang Van Halen, eine Young Guns Tour genannte Co-Headlinertournee durch Nordamerika. Die Tour umfasste insgesamt 32 Konzerte, von denen eins in Kanada und die restlichen in den Vereinigten Staaten stattfanden. Beim Konzert in New York City am 29. März 2022 spielte der ehemalige Eishockey-Profi Henrik Lundqvist als Gastgitarrist mit Dirty Honey das Lied The Wire. Zwei Tage später coverten Dirty Honey in Philadelphia das AC/DC-Lied Shoot to Thrill anlässlich des 67. Geburtstags von Angus Young. Ab dem 5. April 2022 mussten Dirty Honey die Tour alleine weiterführen, nachdem sich einige Musiker und Crewmitglieder von Mammoth WVH mit COVID-19 infizierten. Dirty Honey spielten daraufhin längere Sets.

### California Dreamin’ Tour
Am 7. Juni 2022 kündigten Dirty Honey mit der California Dreamin’ Tour eine eigene Headlinertournee durch Nordamerika an. Die Tour umfasste 28 Termine, begann am 25. August 2022 in Oshkosh und endete am 9. Oktober 2022 beim Aftershock Festival in Sacramento. Sechs Konzerte der Tour fanden in Kanada statt. Benannt wurde die Tour nach dem Lied California Dreamin’, dem ersten Titel auf ihrem Debütalbum. Dirty Honey wurde auf der Tournee von den Vorbands Dorothy und Mac Saturn begleitet. Für Anfang 2023 kündigten Dirty Honey die Verlängerung der Tournee um eine Headliner-Tournee durch Europa an. Die Termine wurden am 8. November 2022 bekannt gegeben. Die Tour umfasst 29 Termine in 13 Ländern und soll am 21. Januar 2023 in Norwich beginnen und soll am 2. März 2023 in Helsinki enden.